# Manuela Di Centa
Manuela Di Centa, född den 31 januari 1963, är en tidigare italiensk längdåkare och politiker. 
Di Centa som är äldre syster till Giorgio Di Centa var aktiv som längdåkare mellan åren 1982 till 1998. Totalt blev det femton segrar i världscupen och två gånger vann Di Centa den totala världscupen (åren 1994 och 1996).
Di Centa har också flera mästerskapsmedaljer sju medaljer från Olympiska spel och sju medaljer i världsmästerskapen. Hennes största merit är dubbla guld från OS 1994 i Lillehammer där hon vann både 15 km och 30 km.
Efter karriären har Di Centa varit vice president i Italienska Olympiska kommittén. Dessutom har hon varit medlem av deputeradekammaren för partiet Forza Italia.